# Jérôme Jault
Jérome Jault est un escrimeur français pratiquant le fleuret, né le 20 mai 1983.
Il a débuté l'escrime à l'âge de 8 ans. Il fait maintenant partie du club de l'ASBR Escrime, à Bourg-la-Reine. Il est droitier. Il entraîne maintenant le club de l'Union sportive de Créteil, section escrime.

## Palmarès
- Championnats du monde d'escrime
  -  Médaille d'or par équipe lors des Championnats du monde junior 2000 et 2002.
  -  Médaille de bronze individuelle lors des Championnats du monde cadet 2000.
- Championnats d'Europe d'escrime
  -  Médaille de bronze individuel en 2005
  -  Médaille de bronze par équipe en 2005,et en 2008.
- Coupe du monde d'escrime
  -  Vainqueur de la coupe du monde junior 2002
  -  Médaille d'argent de l'épreuve de coupe du monde à Espinho en 2005.
- Championnats de France d'escrime
  -  Médaille d'or individuel aux Championnats de France 2004
  -  Médaille d'or par équipe aux Championnats de France 2009 et 2016.
  -  Médaille d'argent individuel aux Championnats de France 2006
  -  Médaille d'argent par équipe aux Championnats de France 2014
  -  Médaille de bronze individuel aux Championnats de France 2002 et 2008
  -  Médaille de bronze par équipe aux Championnats de France 2003.